# Johan Mattsson Nylander
Johan Mattsson Nylander, född 14 maj 1742 i Uleåborg, död 27 juni 1810 i Stockholm, var en finländsk fabrikör och skeppsredare. 
Nylander övertog sin fars handelsrörelse i Uleåborg 1765 och var en av de första handelsmännen som förstod att utnyttja stadens nyvunna stapelfrihet. Han bedrev skeppsbyggnads-, rederi- och sågverksamhet i en för tiden omfattande skala och grundade 1783 Nyby glasbruk i Ijo socken. Han råkade senare på obestånd på grund av en eldsvåda och andra motgångar samt överlämnade 1790 anläggningen till sina döttrar och svärsöner.
I början av 1800-talet bosatte sig Nylander i Stockholm, där han under sina sista år sysselsatte sig med att skriva uppsatser i handels- och sjöfartstekniska ämnen. Han var en färgstark och processlysten person som det berättades många anekdoter om. Hans originalitet har dock överdrivits i Sara Wacklins Hundrade minnen från Österbotten. Han förlänades 1788 hovråds titel av Gustav III.